# Susan Wong
Pour les articles homonymes, voir Wong.
Susan Wong (chinois : 黄翠珊), née le 1er janvier 1970 à Hong Kong, est une chanteuse hongkongaise.

## Biographie
Susan Wong immigre à Sydney, en Australie avec sa famille à l'âge de sept ans. Passionnée de musique dès son plus jeune âge, elle apprend à jouer du piano à cinq ans et plus tard le violon. À la Kambala School, elle chante en tant qu'alto dans la chorale et apparaît dans les représentations de théâtre de l'école ; elle participe à plusieurs concours de piano. Elle obtient un diplôme associé en piano du Trinity College de Londres.
Sa première percée dans le monde de la musique a lieu à seize ans lorsque ses parents l'inscrivent à un concours de chant à Sydney organisé par TVB ; le gagnant se verra proposer un contrat d'enregistrement avec l'une des grandes sociétés de musique de Hong Kong. Elle remporte le concours et se rend à Hong Kong, où elle rencontre les producteurs de TVB qui veulent qu'elle signe avec l'un des labels de musique. Après de longues délibérations, elle décide qu'une carrière musicale ne lui convient pas à ce moment-là et retourne en Australie pour étudier à l'université.
Après avoir obtenu son diplôme universitaire et un Certified Public Accountant, elle vient à Hong Kong en 1997 pour aider à gérer l'entreprise comptable de sa famille. L'un de ses élèves de piano travaille pour un label indépendant de Hong Kong, Wong demande au patron si on cherche une chanteuse. Wong commence à enregistrer ses chansons anglaises préférées et réalise l'album Close To You en 2002.
Début 2007, Susan Wong signe un nouvel accord d'enregistrement avec Evolution Music Group, basé à Hong Kong, et sorti son premier album chez evosound en août 2007. La première sortie dans le cadre de cet accord, Someone Like You, est enregistrée à Nashville, aux États-Unis, et remporte un succès critique et commercial dans toute l'Asie du Sud-Est.
Wong enregistre son deuxième album, 511, pour le label evosound à Genève en Suisse avec le producteur Adrien Zerbini. Il contient des versions influencées par la bossa nova de chansons telles que Billie Jean et Everytime You Go Away.
De retour à Genève en 2010, Wong recommence à travailler avec le producteur Adrien Zerbini et le guitariste Ignacio Lamas. Les enregistrements se concentrent principalement sur de nouvelles interprétations acoustiques clairsemées de chansons pop classiques de la fin des années 1960 et du début des années 1970, notamment California Dreamin', The Sound of Silence et Have You Ever Seen the Rain?.
Cinq ans après sa première visite, Susan Wong retourne à Nashville pour enregistrer au Ocean Way Studio. Le projet My Live Stories sort en décembre 2012 puis le live DVD/Blu-ray en 2013.
En 2014, Wong sort son cinquième album studio, Woman in Love, qui est un hommage aux grandes chanteuses de ballades.

## Discographie
Albums studio
- 2002 : Close To You
- 2004 : I Wish You Love
- 2005 : These Foolish Things
- 2005 : Just A Little Bossa Nova
- 2006 : A Night At The Movies
- 2007 : Someone Like You
- 2009 : 511
- 2010 : Step Into My Dreams
- 2012 : My Live Stories
- 2014 : Woman In Love
- 2019 : Close to Me

Autres albums
- 2006 : My Choice
- 2008 : The Best Of
- 2020 : Christmas Love To You EP